# Universidade de Rojava
Universidade de Rojava (em curdo:  Zanîngeha Rojava, em árabe: جامعة روجآفا, em siríaco:  ܒܝܬ ܨܘܒܐ ܕܪܘܓܐܦܐ) é uma universidade não reconhecida na Síria.
A universidade foi fundada em julho de 2016 com currículos de medicina, engenharia, ciências, artes e humanidades. Além disso, a universidade oferece programas de educação primária e literatura curda. A universidade mantém parceria com a Universidade de Paris VIII em Saint-Denis, França e com o California Institute of Integral Studies em São Francisco. Em agosto, a universidade abriu inscrições para alunos no ano letivo de 2016–2017. Uma cerimônia de abertura foi realizada em 20 de novembro de 2016.
A partir de outubro de 2017, seu segundo ano acadêmico, a universidade acrescentou um programa de jineologia. 711 alunos frequentam a universidade de artes liberais, jineologia, petroquímica, agricultura, artes plásticas e pedagogia com cursos ministrados em curdo (a língua de ensino principal), árabe e inglês. Em 2019, a universidade também lançou um programa para mulheres aprenderem a superar o sexismo dentro da família e da sociedade.
Devido à Operação Ramo de Oliveira, muitos alunos da Universidade de Afrin foram transferidos para a Universidade de Rojava para continuar seus estudos.
Ao visitar a universidade, David Graeber disse que "a ideia da universidade tal como me foi apresentada é muito revigorante".
Em 2020, a universidade mudou alguns de seus cursos para online devido à pandemia de COVID-19.